# Округ Бокс Елдер (Јута)
Бокс Елдер (енгл. Box Elder County) је округ у америчкој савезној држави Јута. По попису из 2010. године број становника је 49.975.

## Демографија
Према попису становништва из 2010. у округу је живело 49.975 становника, што је 7.230 (16,9%) становника више него 2000. године.
| Група             | 2000.          | 2010.          |
| Белци             | 38.717 (90,6%) | 44.109 (88,3%) |
| Афроамериканци    | 71 (0,2%)      | 172 (0,3%)     |
| Азијати           | 409 (1,0%)     | 443 (0,9%)     |
| Хиспаноамериканци | 2.791 (6,5%)   | 4.152 (8,3%)   |
| Укупно            | 42.745         | 49.975         |